# Matthew Garber
Matthew Adam Garber (Londen (Stepney), 25 maart 1956 – Londen (Hampstead), 13 juni 1977) was een Brits acteur, die als kindster in Disneyfilms te zien was.
Op zevenjarige leeftijd maakte Garber met een bijrol in The Three Lives of Thomasina (uitgebracht in 1964) zijn acteerdebuut. In datzelfde jaar kregen hij en Karen Dotrice, die eveneens in The Three Lives of Thomasina acteerde, de rollen van Michael en Jane in de meer bekende Disneyfilm Mary Poppins.
In 1967 speelde Garber, wederom met Dotrice, een hoofdrol in de Disneyfilm The Gnome-Mobile. Daarna stopte hij met acteren in de filmindustrie.
Garber stierf in 1977 aan pancreatitis. Zijn jongere broer Fergus Garber vertelde in een interview in 2004 dat hij dat zou hebben opgelopen toen hij in 1976 slecht vlees zou hebben opgegeten tijdens een reis in India.

## Filmografie
| Jaar | Film                         | Rol             |
| ---- | ---------------------------- | --------------- |
| 1963 | The Three Lives of Thomasina | Geordie         |
| 1964 | Mary Poppins                 | Michael Banks   |
| 1967 | The Gnome-Mobile             | Rodney Winthrop |

- Biblioteca Nacional de España: XX1735437
- Bibliothèque nationale de France: cb14180117j (data)
- International Standard Name Identifier: 0000 0000 5945 3849
- Library of Congress Control Number: no2008051500
- MusicBrainz: dad1f1d7-435d-4feb-b92a-c3e79b49620d
- Nationale Bibliotheek van Israël: 987007349399905171
- Nederlandse Thesaurus van Auteursnamen: 073886289
- Virtual International Authority File: 66675509
- WorldCat: E39PBJvmHbFgtd3gwRw8Wrmw4q